# Bulbophyllum gnomoniferum
Bulbophyllum gnomoniferum là một loài phong lan thuộc chi Bulbophyllum.